# Iturius
Iturius was een cliens van Junia Silana, die samen met een mede-cliens, Alvisius, door hun patronus in 56 n.Chr. werden uitgestuurd om Julia Agrippina minor van maiestas (majesteitsschennis) te beschuldigen, en die, toen de aanklacht werd afgewezen, samen met Alvisius en Junia werd verbannen. Na de dood van Agrippina mochten ze echter terugkeren.

## Antieke bronnen
- Tac., Ann. XIII 19, 21, 22, XIV 12.

## Referentie
- W.B. Donne, art. Iturius, in W. Smith (ed.), A dictionary of Greek and Roman biography and mythology, II, Boston, 1867, pp. 634-635.